# Joseph-Louis de Vaccon
Joseph-Louis de Vaccon, né le 15 janvier 1687 à Aix-en-Provence et mort le 9 mai 1731 à Marseille, est un ecclésiastique français.

## Biographie
Fils d’Antoine de Vaccon, conseiller à la Cour des comptes, il vint étudier à Marseille, s’attacha à ce diocèse, y prit les ordres et obtint un canonicat dans l’Église cathédrale. Comme il cultivait la poésie, il trouva sa place avec satisfaction parmi les membres de l’Académie de Marseille nouvellement créée.
Vaccon rêvait de ressusciter l’antique Académie de Marseille, mais deux années seulement après sa fondation, miné par la maladie et appréhendant un proche trépas, il supplia l’Académie de le remplacer par un membre qui serait plus utile à ses progrès.

## Sources
- Louis Toussaint Dassy, L’Académie de Marseille : ses origines, ses publications, ses archives, ses membres, t. 3, Marseille, Barlatier-Feissat, 1877, p. 82.